# Championnat du Koweït de football 2009-2010
Navigation
Saison précédente Saison suivante
La saison 2009-2010 du Championnat du Koweït de football est la quarante-huitième édition du championnat de première division au Koweït. La Premier League regroupe les huit meilleurs clubs du pays, regroupés au sein d'une poule unique où ils s'affrontent trois fois au cours de la saison, à domicile et à l'extérieur. À l'issue du championnat, le dernier du classement est relégué et remplacé par le meilleur club de First Division, la deuxième division koweïtienne tandis que l'avant-dernier dispute un barrage de promotion-relégation face au 2e de D2.
C'est le Qadsia Sporting Club, tenant du titre, qui remporte à nouveau le championnat après avoir terminé en tête du classement final, avec deux points d'avance sur Al Kuwait Kaifan et sept sur Al Nasr Koweït. C'est le 13e titre de champion du Koweït de l'histoire du club, qui réussit même le doublé en s'imposant en finale de la Coupe du Koweït face à Al Kuwait Kaifan.
Les modifications apportées aux compétitions continentales qui concernent le championnat (Coupe de l'AFC et Coupe des clubs champions du golfe Persique) permettent à la fédération de pouvoir aligner trois formations dans chacune des compétitions; les trois premiers du classement final disputent la Coupe de l'AFC 2011 tandis que les clubs classés entre la 4e et la 6e se qualifient pour la Coupe des clubs champions du golfe Persique 2011.

## Les clubs participants
| - Al Arabi Koweït - Al-Salmiya SC - Kazma Sporting Club - Al Tadamon Farwaniya | - Al Nasr Koweït - Al Kuwait Kaifan - Qadsia Sporting Club - Solaybeekhat - Promu de First Division |

## Compétition

### Classement
Le barème utilisé pour établir le classement est le suivant :
- Victoire : 3 points
- Match nul : 1 point
- Défaite : 0 point

| Rang | Équipe                   | Pts | J  | G  | N | P  | Bp | Bc | Diff |
| ---- | ------------------------ | --- | -- | -- | - | -- | -- | -- | ---- |
| 1    | Qadsia Sporting Club T C | 48  | 21 | 15 | 3 | 3  | 49 | 14 | +35  |
| 2    | Al Kuwait Kaifan         | 46  | 21 | 14 | 4 | 3  | 42 | 16 | +26  |
| 3    | Al Nasr Koweït           | 41  | 21 | 12 | 5 | 4  | 29 | 21 | +8   |
| 4    | Kazma SC                 | 37  | 21 | 11 | 4 | 6  | 40 | 26 | +14  |
| 5    | Al Arabi Koweït          | 30  | 21 | 7  | 9 | 5  | 31 | 17 | +14  |
| 6    | Al-Salmiya SC            | 20  | 21 | 5  | 5 | 11 | 24 | 44 | -20  |
| 7    | Al Tadamon Farwaniya     | 8   | 21 | 2  | 2 | 17 | 13 | 45 | -32  |
| 8    | Solaybeekhat P           | 6   | 21 | 2  | 0 | 19 | 15 | 60 | -45  |

|  | Qualification pour la Coupe de l'AFC 2011                                           |
|  | Qualification pour la Coupe des clubs champions du golfe Persique 2011              |
|  | Participation au barrage de promotion-relégation                                    |
|  | Relégation directe en deuxième division                                             |
|  | T : Tenant du titre C : Vainqueur de la Coupe du Koweït P : Promu de First Division |

### Matchs

#### Barrage de promotion-relégation
Le 7e de première division, Al Tadamon Farwaniya, affronte le vice-champion de D2, Al Jahra lors d'un barrage disputé sur un match unique et conclu sur une séance de tirs au but.
| Équipe 1             | Résultat      | Équipe 2      |
| -------------------- | ------------- | ------------- |
| Al Tadamon Farwaniya | 1 - 1 6-7 tab | (D2) Al Jahra |

## Bilan de la saison
| Championnat du Koweït de football 2009-2010      |                                  |
| Champion                                         | Qadsia Sporting Club (13e titre) |
| Coupes et trophées                               |                                  |
| Vainqueur de la Coupe du Koweït 2009-2010        | Qadsia Sporting Club             |
| Qualifications continentales                     |                                  |
| Coupe de l'AFC 2011                              | Qadsia Sporting Club             |
| Coupe de l'AFC 2011                              | Al Kuwait Kaifan                 |
| Coupe de l'AFC 2011                              | Al Nasr Koweït                   |
| Coupe des clubs champions du golfe Persique 2011 | Kazma SC                         |
| Coupe des clubs champions du golfe Persique 2011 | Al Arabi Koweït                  |
| Coupe des clubs champions du golfe Persique 2011 | Al-Salmiya SC                    |
| Promotions et relégations                        |                                  |
| Promus en Premier League                         | Al Jahra                         |
| Promus en Premier League                         | Al Sahel                         |
| Relégués en First Division                       | Al Tadamon Farwaniya             |
| Relégués en First Division                       | Solaybeekhat                     |